# 弗洛寧山
47°29′16″N 15°12′8″E / 47.48778°N 15.20222°E

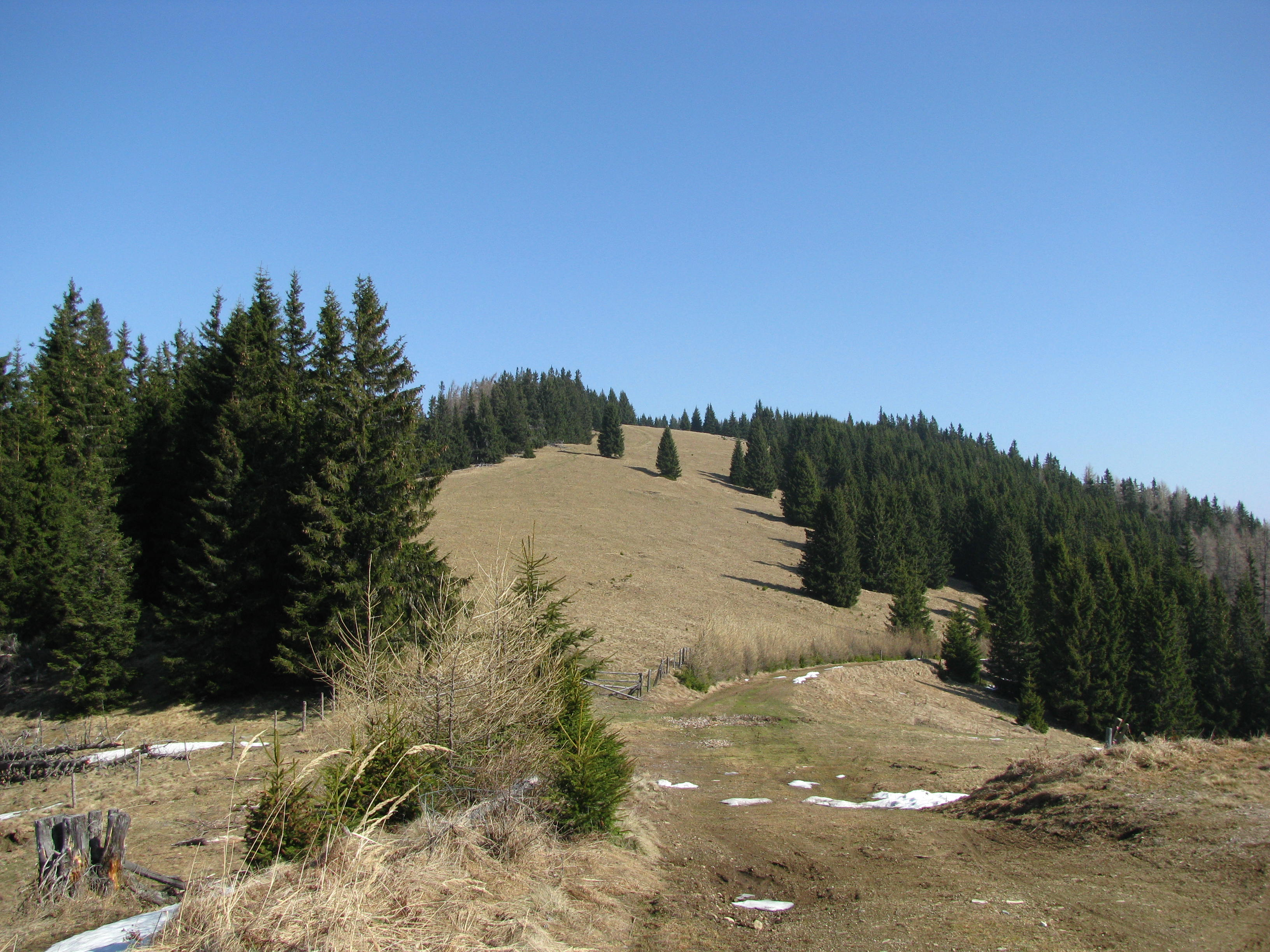

弗洛寧山（德語：Floning），是奧地利的山峰，位於該國东部，由施泰爾馬克州負責管轄，屬於上施瓦布山脈的一部分，海拔高度1,583米。